# Чарлз Огъстъс Грегъри
Чарлз Огъстъс Грегъри (на английски: Charles Augustus Gregory) е англо-австралийски изследовател, топограф.

## Ранни години (1819 – 1845)
Роден е на 1 август 1819 година в графство Нотингамшър, Англия. Той е вторият от петима братя. По-малкият му брат Франсис Томас Грегори също става известен изследовател. На 10-годишна възраст, през 1829 г., Чарлз и семейството му се преместват в Западна Австралия. На семейство Грегъри е предоставена неплодородна земя, която не успява да изхрани голямото семейство, поради което още на следващата година малолетния все още Чарлз е принуден да работи на други места, за да допълва доходите на семейството. През декември 1841, заедно с Франсис започват работа към правителственото Проучвателно ведомство и след няколко години предприема четири големи експедиция в Австралия, които коренно променят картата на континента.

## Експедиционна дейност (1846 – 1858)

### Първа експедиция (1846)
На 7 август 1846 г. Чарлз, заедно с двамата си по-малки братя – Франсис и Хенри, с четири коня и запаси за седем седмици, започва първата си австралийска експедиция, по време на която за 47 дни преминават 953 мили (1534 км) и изследват част от западното крайбрежие на Австралия северно от град Пърт, като в долината на река Ъруин откриват големи залежи на въглища.

### Втора експедиция (1848)
От 2 септември до 12 ноември 1848 г. Грегъри провежда втората си австралийска експедиция, по време на която, на север от Пърт вторично открива река Мърчисън, достига на север до залива Шарк (25º 35` ю.ш.), констатира наличието на добри пасища и изминава около 1500 мили.

### Трета експедиция (1855 – 1856)
Третата експедиция е организирана с правителствени средства, като в нея се включват 19 души, 50 коня и 200 овце. Експедицията продължава повече от година (12 август 1855 – 16 декември 1856) и допринася за подобряване на картата на Северна Австралия, която за пръв път е пресечена от запад на изток. Експедицията тръгва от залива Куинс Чанъл (Северозападна Австралия) изкачва се по река Виктория (570 км) и на юг от нея открива изворите на река Стърт Крийк. Преминава на юг от залива Карпентария и изследва реките вливащи се в него. Изкачва се по река Джилбърт на югоизток, пресича Куинсланд и достига до Тихия океан при залива Порт Къртис (23º 27` ю.ш.).

### Четвърта експедиция (1857 – 1858)
Основната цел на четвъртата експедиция на Грегъри е търсенето на изчезналата експедиция на Лудвиг Лейхард, но се случва така, че отново пресича Австралия, този път в югозападно направление, от Бризбейн (септември 1857) по долините на реките Купър Крийк и Стшелецки Крийк и хребета Флиндърс до Аделаида (края на юли 1858).

## Следващи години (1858 – 1905)
След завръщането си от последната си експедиция Грегъри не предприема повече пътувания. През 1859 е назначен за секретар в правителството на щата Куинсланд, която длъжност заема до 1879. През 1882 е избран за член на законодателния съвет на щата и заема този пост до смъртта си. Живо се интересува от последвалите географски открития в Австралия.
За направените открития по време на пътешествията си е награден със златен медал от Британското Кралско географско дружество през 1858 и посветен в рицарско звание през 1903.
Умира на 26 юни 1905 година в Бризбейн на 85-годишна възраст.

## Памет
- Неговото име носи езеро (28°53′ ю. ш. 139°00′ и. д. / 28.883333° ю. ш. 139° и. д.) в щата Южна Австралия, Австралия.